# 연어야 연어야
연어야 연어야(일본어: サーモンよ サーモンよ)는 2008년에 kbs창작동요대회에서 우수상을 탄 노래로, 연어를 주제로 한 노래이자 슬픈 노래이다. .

## 가사
한국어 버전의 가사
푸르른 강물 거슬러 헤엄치는 연어야
너의 맑은 눈빛이 참 아름답구나
부푼 가슴 설레임 입가에 머금고
힘차게 오르는 너의 길 따라
나도 함께 가고파 노래하며 가고파[1]
연어야 연어야 연어야 노래하며 가고파
푸르른 강물 거슬러 헤엄치는 연어야
너의 힘찬 몸짓이 참 든든하구나[2]
막막한 두려움 마음에 숨기고
끝없이 오르는 너의 길 따라
나도 함께 가고파 노래하며 가고파
연어야 연어야 연어야 노래하며 가고파
노래하며 가고파

## 다른 언어의 가사
일본어 가사
青い川に逆らって泳ぐ鮭だよ
(아오이 카와니 사카랏테 오요구 사케다요 )
あなたの澄んだ目つきが本当に美しいね
(아나타노 슨다 메츠키가 혼토오니 우츠쿠시이네)
膨らんだ胸 ときめき 口元にとどまって
(후쿠란다 무네 토키메키 쿠치모토니 토도맛테)
力強く登る あなたの道なりに
(치카라즈요쿠 노보루 아나타노 미치나리니)
私も一緒に歌ったり歌ったりする
(와타시모 잇쇼니 이키타이 우타이나 가라이코오)
サーモン、サーモン。 歌いながら行こう
(사케와 사케와 사케다요 우타이나가라이코오)
青い川に逆らって泳ぐ鮭だよ[3]
(아오이 카와니 사카랏테 오요구 사케다요)
あなたの力強いしぐさが本当に心強いね
(아나타노 치카라즈요이 시구사가 혼토오니 코로즈요이네)
漠然とした恐怖心に隠して
(바쿠젠토 시타 쿄오후신니 코코로니 히메테)
果てしなく登る あなたの道なりに
(하테시나쿠 노보루 아나타노 미치나리니)
私も一緒に歌ったり歌ったりする
(와타시모 잇쇼니 이키타이 우타이나 가라이코오)
サーモン、サーモン。 歌いながら行こう
(사케와 사케와 사케다요 우타이나가라이코오)
歌いながら行こう
(우타이나가라이코오)

## 그외
예전에 오소마츠상 버전으로도 있었기도 하였으며, 오소마츠상에서도 언급이 되었지만, 현재는 완전히 유튜브에서 삭제되어 사라진 영상으로 볼 수는 없다.
흔히 슬픈노래(동요)로도 주로 많이 알려져있다.
일본 지하철 도쿄의 지하철인 도쿄 메트로 긴자선의 역명가를 개사한 버전도 있다. 
일본과 대만에서도 인기가 많기도 하는 노래이기도 한다. (일본에서는 연어를 많이 먹기도 하기 때문이다.)
노래방에서도 선곡이 가능하며, TJ는 45101, 금영은 78354이다.